# 斯蒂芬·麥克內爾
斯蒂芬·麥克內爾（英語：Stephen McNeil；1964年11月10日—）是加拿大的一位自由黨籍政治家，於2013年至2021年擔任新斯科細亞省的省長。麥克內爾在1999年就曾有意競選新斯科舍省的省長，但未當選。他在2013年的選舉中擊敗新民主黨首次當選。